# Pseudogarypinus giganteus
Espèce
Pseudogarypinus giganteus est une espèce de pseudoscorpions de la famille des Garypinidae.

## Distribution
Cette espèce est endémique du Colorado aux États-Unis. Elle se rencontre vers Stoneham.

## Description
La femelle holotype mesure 4,5 mm.

## Publication originale
- Hoff, 1961 : Pseudoscorpions from Colorado. Bulletin of the American Museum of Natural History, no 122, p. 409-464 (texte intégral).